# Kim Gevaert

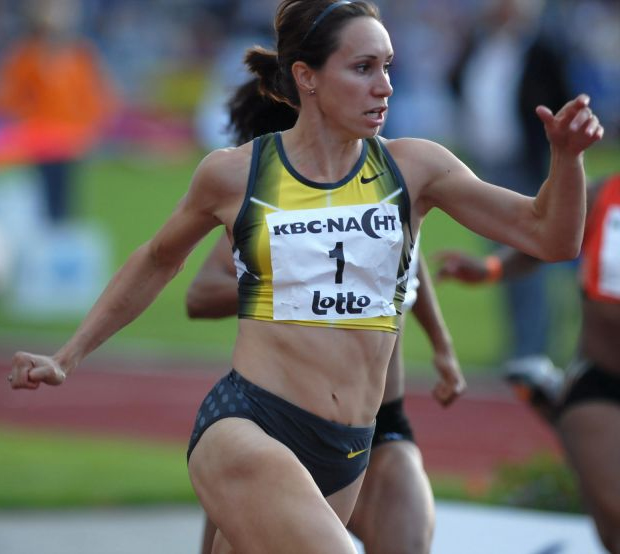
Kim Gevaert

Kim Gevaert (* 5. August 1978 in Löwen) ist eine ehemalige belgische Sprinterin, sie war 2006 Europameisterin im 100- und 200-Meter-Lauf.

## Leben
In München bei den Europameisterschaften 2002 errang sie sowohl über 100 als auch über 200 Meter eine Silbermedaille. Bei den Halleneuropameisterschaften 2002 in Wien hatte sie im 60-Meter-Lauf gewonnen – ein Erfolg, den sie 2005 und 2007 wiederholen konnte.
Bei den Weltmeisterschaften 2003 in Paris/Saint-Denis wurde sie mit der belgischen 4-mal-100-Meter-Staffel Sechste im Finale.
2004 gewann sie bei den Hallenweltmeisterschaften in Budapest die Silbermedaille über 60 Meter in belgischer Rekordzeit von 7,12 s. Bei den Olympischen Spielen 2004 in Athen erreichte sie über 100 Meter das Halbfinale und schied als drittbeste Europäerin aus. Über 200 Meter wurde sie zweitbeste Europäerin als Sechste im Finale.
Bei den Weltmeisterschaften 2005 in Helsinki kam sie wieder über 200 Meter bis ins Finale und wurde Siebte.
Bei den Hallenweltmeisterschaften 2006 in Moskau gewann sie Bronze im 60-Meter-Lauf. Bei den Europameisterschaften 2006 in Göteborg erlangte sie ihren bislang größten Erfolg: Als Topfavoritin gestartet, wurde sie über 100 Meter in einer Zeit von 11,06 s Europameisterin. Auch über 200 Meter gewann sie die Goldmedaille, in einer Zeit von 22,68 s.
Bei den Weltmeisterschaften 2007 in Osaka gewann sie mit der belgischen 4-mal-100-Meter-Staffel Bronze.
2008 gewann sie bei den Olympischen Spielen in Peking mit der belgischen 4-mal-100-Meter-Staffel die Goldmedaille. Am 5. September 2008 beendete sie mit einem Sieg beim Memorial Van Damme ihre aktive Laufbahn.
Kim Gevaert ist 1,70 m groß und wiegt 59 kg. Sie absolvierte ein Studium der Logopädie an der Katholischen Universität Löwen. Ihr Lebensgefährte ist der ehemalige Dreispringer Djeke Mambo.

## Persönliche Bestleistungen
- 100 m: 11,04 s, 9. Juli 2006, Brüssel
- 200 m: 22,20 s, 9. Juli 2006, Brüssel
- 400 m: 51,45 s, 8. Mai 2005, Gent